# Andrew Schally
Andrew Viktor Schally tên khai sinh là Andrzej Wiktor Schally, sinh ngày 30.11.1926, là nhà nội tiết học người Mỹ gốc Ba Lan, đã đoạt giải Nobel Sinh lý và Y khoa năm 1977 chung với Roger Guillemin và Rosalyn Sussman Yalow.

## Cuộc đời và Sự nghiệp
Schally sinh tại Wilno, thuộc Đệ nhị Cộng hòa Ba Lan (nay là thành phố Vilnius, Litva), con của thiếu tướng Kazimierz Schally - người đứng đầu nội các của tổng thống Ba Lan Ignacy Mościcki - và bà Maria Łącka, một phụ nữ thuộc gia đình quý tộc cũ.
Tháng 9 năm 1939, khi Ba Lan bị quân đội Đức quốc xã tấn công, gia đình Schally cùng với tổng thống Ignacy Mościcki và toàn bộ nội các chạy sang nước România - thời đó trung lập.
Năm 1945, ngay sau thế chiến thứ hai, ông di chuyển qua ngả Ý và Pháp để sang học ở Anh và Scotland. Năm 1952, ông sang Canada học tiếp. 
Năm 1957 ông đậu bằng tiến sĩ về nội tiết học ở Đại học McGill. Cùng năm, ông sang Hoa Kỳ nghiên cứu, chủ yếu ở Đại học Tulane. Hiện nay Schally nghiên cứu về "nội tiết học" ở "Miami Veteran's Administration Medical Center" tại Miami, Florida. Năm 1962, ông nhập quốc tịch Mỹ. Trong vài năm nay, ông đã sang làm việc ở Baylor College of Medicine tại Houston, Texas.
Ông đã phát triển một lãnh vực kiến thức hoàn toàn mới liên quan tới việc kiểm soát của bộ não đối với hóa học cơ thể. Các công trình nghiên cứu của ông cũng đề cập tới các phương pháp kiểm soát sinh sản và sự tăng trưởng các hormone. Ông—cũng như Roger Guillemin— đã mô tả neurohormone Gonadotropin-releasing hormone (GnRH), loại hormon kiểm soát Follicle-stimulating hormone (FSH) và Luteinizing hormone (LH).

## Giải thưởng và Vinh dự
- Tiến sĩ danh dự của Đại học Jagiellonian ở Kraków
- Giải Albert Lasker cho nghiên cứu Y học cơ bản 1975
- Giải Nobel Sinh lý và Y khoa 1977 (chung với Roger Guillemin và Rosalyn Sussman Yalow).